# Ato falho
Na psicanálise, o ato falho (português brasileiro) ou acto falhado (português europeu) ou ainda conhecido como lapso freudiano, deslize freudiano, parapráxis ou parapraxia — sendo também utilizado o termo latino lapsus linguae) —, é um erro na fala, na memória ou na ação física que ocorre devido à interferência de um desejo inconsciente subjugado ou de uma linha de pensamento internalizado. Os exemplos clássicos envolvem deslizes de linguagem, mas a teoria psicanalítica também engloba leituras errôneas, audições errôneas, digitações errôneas, esquecimentos temporários e o extravio e a perda de objetos.

## Origem do termo
Sigmund Freud descreveu pela primeira vez o fenômeno em seu livro A psicopatologia da vida cotidiana, de 1901, denominando-o, na língua alemã Fehlleistung (acto falhado ou ainda ato falho em português, em inglês usa-se a expressão Freudian slip). O significado do termo tem origem na língua grega: parapráxis, composto por: παρά (para, quase/próximo), e πρᾶξις (praxis, ato, ação, atitude).
Uma parapráxis, pode ocorrer tanto na fala, na memória, na escrita ou numa acção física. É causado em razão de desejos existentes no inconsciente que acabam por interferir no próprio consciente, mas que não é percebido pela consciência do próprio sujeito durante o momento em que ocorre. Faz parte dos estudos da psicanálise. São exemplos comuns: o marido que acidentalmente troca o nome da própria esposa pelo da amante, os quais representam prováveis casos de parapráxis.
O processo de psicanálise de Freud é frequentemente descrito como sendo longo e complexo, como foi o caso de muitos dos sonhos em seu livro de 1899, A Interpretação dos Sonhos. Um obstáculo que o leitor que não fala alemão enfrenta é o fato de que, no original em alemão, a ênfase de Freud nos "deslizes da língua" leva à inclusão de uma grande quantidade de material coloquial e informal que é extremamente resistente a traduções.

## Pesquisas e estudos
Um estudo de 1979 investigou os deslizes freudianos, pedindo aos participantes do teste que eram do sexo masculino, preparados com um estímulo relacionado a sexo ou a um choque elétrico, para ler uma lista de palavras que continham antístrofes significativas relacionados a ambos os estímulos. Os participantes preparados apresentaram uma taxa muito maior de antístrofes relacionadas aos estímulos específicos.

## Explicações alternativas
Em contraste com os teóricos psicanalíticos, os psicólogos cognitivos afirmam que os atos falhos podem representar um conflito de sequenciamento na produção gramatical. Nessa perspectiva, os deslizes podem ocorrer por uma subespecificação cognitiva que pode assumir várias formas: desatenção, dados sensoriais incompletos ou conhecimento insuficiente. Em segundo lugar, eles podem se originar pela existência de algum padrão de resposta localmente apropriado que é fortemente preparado por seu uso anterior, ativação recente ou mudança emocional ou pelas condições de chamada da situação.
Algumas frases são simplesmente suscetíveis ao processo de banalização: a substituição de expressões arcaicas ou incomuns por formas de uso mais comum. Em outras palavras, os erros se devem a uma forte substituição de hábitos.

### Lapsos linguísticos
No uso geral, o termo "ato falho" se tornou ultrapassado para se referir a qualquer deslize acidental da língua. Assim, muitos exemplos são encontrados em explicações e dicionários que não se encaixam estritamente na definição psicanalítica.
Por exemplo: Ela: "O que você gostaria - pão com manteiga ou bolo? Ele: "Cama e manteiga." No caso, pode-se presumir que o homem tinha um sentimento ou uma intenção sexual que desejava não expressar, e não um sentimento ou uma intenção sexual que era dinamicamente reprimida. Sua intenção sexual era, portanto, secreta, e não subconsciente, e qualquer 'parapraxia' estaria na ideia de que ele desejava inconscientemente expressar essa intenção, e não na conotação sexual da substituição. Os freudianos podem apontar, entretanto, que essa é simplesmente uma descrição do que Freud e Breuer chamaram de pré-consciente, que Freud definiu como pensamentos que não são conscientes no momento, mas que podem se tornar conscientes sem encontrar resistência. Na teoria de Freud, ele permite que as parapraxias sejam geradas no pré-consciente, portanto, ele permitiria que os pensamentos que alguém tenta colocar fora da consciência tivessem efeitos sobre as ações conscientes.

## Casos

Reagan, em sua visita ao Brasil, chama o país de "Bolívia"

Durante uma breve visita ao Brasil, em 1982, o então presidente estadunidense Ronald Reagan, durante um jantar oferecido a ele em Brasília propôs um brinde "ao povo da Bolívia". Ao notar o erro, o político tentou desfazê-lo, declarando "na verdade, é para onde eu vou depois"; seus assessores pioraram a situação quando, tentando ocultar a gafe, trocaram "Bolívia" por "Bogotá" na transcrição. Este foi, no dizer de Sérgio Rodrigues, "um ato falho que revela preconceito ou ignorância". O "descaso virou desabafo" da cantora Rita Lee, ao cantar "Entre russo e americano / Prefiro gregos e troiano / Pelo menos eles num fala / Que nóis é boliviano", na letra de "Pirarucu".
Reagan protagonizaria outros atos falhos, como o cometido em 1988 durante sua visita à então União Soviética, em que declarou para o constrangimento da plateia, e depois revolta dos indígenas de seu país, ao declarar que "Nós demos a eles milhões de acres de terra, o que nós chamamos de preservação... bem, quero dizer, reservas" (usando o termo ambíguo, em inglês, preservations em vez de reservations).